# Béatrice Massenet
Pour les articles homonymes, voir Massenet.
Béatrice Massenet, née le 4 avril 1963, est une journaliste et écrivain française.
Sœur aînée de la journaliste et animatrice Ariane Massenet, elle est l'arrière-arrière-arrière-petite-nièce du compositeur Jules Massenet.

## Biographie
Après avoir débuté comme journaliste au journal 20 ans, puis aux Nouvelles de Tahiti en 1987, Béatrice Massenet est chef des informations du mensuel féminin Biba jusqu'en 1993. Elle collabore ensuite aux émissions de Christophe Dechavanne puis travaille à M6 avant de devenir rédactrice en chef de l'émission quotidienne Paroles d'Expert sur France 3 en 1998. De 2001 à 2005, elle est rédactrice en chef de l'émission hebdomadaire Sex in the TV sur Téva, puis directrice du développement de la société de production audiovisuelle Éléphant et Cie, créée par Emmanuel Chain et Thierry Bizot. En 2005, elle est nommée rédactrice en chef du magazine féminin Atmosphères puis du magazine Seines de 2009 à 2010.
De juillet 2011  à juin 2012, elle coanime avec sa sœur Ariane, l'émission C'est de famille sur Europe 1, dans le prolongement des trois ouvrages qu'elles ont écrits en commun.
Elle écrit la pièce de Comme des sœurs, jouée à partir de janvier 2019 au Théâtre la Boussole, avec Ariane Massenet, Alexandra Simon et Marie Parouty,.

## Publications
- Ariane, Béatrice Massenet et Bruno Suet, Mères et Fils : Ce que je voudrais te dire, édition Aubanel, 21 septembre 2006, 232 p. (ISBN 978-2-7006-0429-0)Conversations entre 19 mères et filles connues dont Claire Chazal, Sonia Rykiel ou encore Juliette Gréco.
- Ariane et Béatrice Massenet (photogr. Michel Reuss), Mères et Fils : Ce que je voudrais te dire, Genève/Paris, édition Aubanel, 23 octobre 2008, 285 p. (ISBN 978-2-7006-0556-3)Conversations entre 20 mères et fils connus dont Véronique Sanson, Patrick Sébastien ou encore Simone Veil.
- Ariane et Béatrice Massenet (photogr. Michel Reuss), Frères et Sœurs : Ce que je voudrais te dire, Paris, édition de La Martinière, 28 octobre 2010, 227 p. (ISBN 978-2-7324-4279-2)Conversations entre vingt frères et sœurs connus.
- Béatrice Massenet, Emmanuelle Ponsan-Dantin et François Querre, L'Esprit des vins : Crus classés de Saint-Émilion, Paris, édition de La Martinière, 25 novembre 2010, 255 p. (ISBN 978-2-7324-4035-4)
- Béatrice Massenet, Et qui va garder les enfants ? : la vie privée des femmes politiques, Paris, éditions Robert Laffont, 14 avril 2011, 198 p. (ISBN 978-2-221-11553-4)
- Béatrice Massenet, Comme des sœurs, Paris, éditions Triartis, 12 avril 2019, 110 p. (ISBN 978-2-490198-07-8)